# Plaza 25 de Agosto
La plaza 25 de Agosto se encuentra en el barrio de Villa Ortúzar (comuna 15), Ciudad de Buenos Aires, Argentina. 
Su nombre hace referencia a la fecha de la declaratoria de independencia de la Banda Oriental del Uruguay con respecto al Imperio del Brasil, en el año 1825, y su incorporación a las Provincias Unidas del Río de la Plata.

## Ubicación

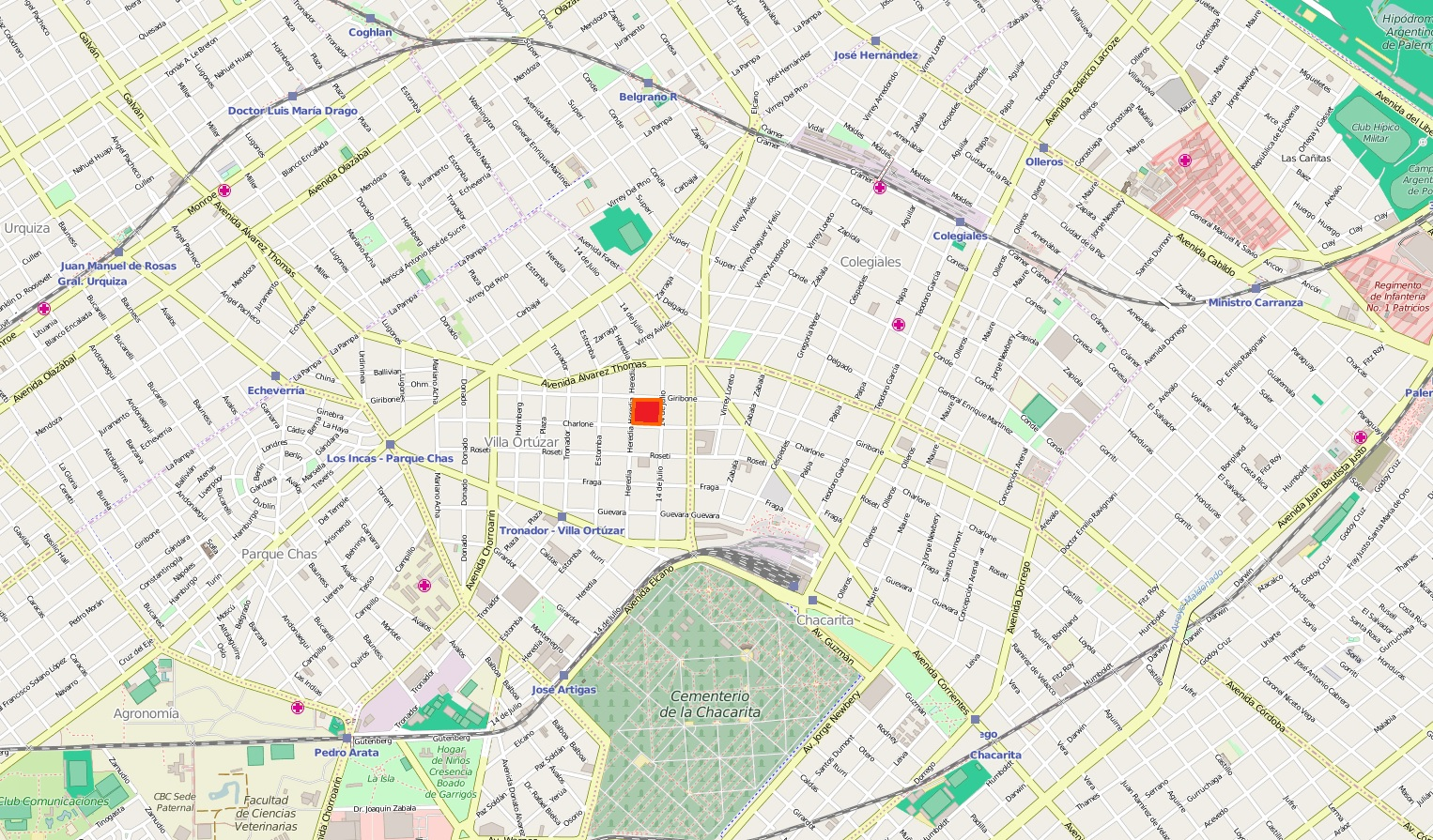
Ubicación de la plaza 25 de Agosto-en rojo-, en Buenos Aires.

La plaza se encuentra limitada por las calles 14 de julio, Charlone, Heredia y Giribone.

## Historia
La plaza fue inaugurada en 1938. Frente a esta plaza vivió Osvaldo Pugliese (en la calle 14 de julio al 1111), y nació su hija Beba Pugliese.

En el año 2006 la plaza fue reinaugurada, con motivo de la finalización de su remodelación, con un diseño elaborado por la Dirección General de Espacios Verdes en conjunto con los vecinos del barrio y formó parte del plan de puesta en valor de más de 50 parques y plazas de la Ciudad encarados por el Jefe de Gobierno Aníbal Ibarra.

## Infraestructura
Destaca un histórico árbol de ibirapitá, el árbol de Artigas ofrendado por la colectividad uruguaya, procedente del ejemplar plantado por el "Protector de los Pueblos Libres" durante el exilio en Asunción del Paraguay. Cuenta con dos patios lúdicos para niños (orientados para diferentes edades), y una calesita. Además, posee sectores de paseo, y un patio cívico. Los senderos fueron rediseñados en 2006 para respetar los caminos más empleados.